# Aida Stucki
Aida Stucki   (El Caire, 19 de febrer de 1921 - Winterthur, 9 de juny de 2011) va ser una violinista i professora suïssa que vivia a Winterthur.

## Biografia
Aida Stucki va rebre la seva formació d'Ernst Wolters a Winterthur, Stefi Geyer a Zuric i Carl Flesch a Lucerna. Com a guanyadora del Concurs de Ginebra el 1940,se li van obrir les portes d'una àmplia gamma d'activitats de concerts amb els directors més famosos d'Europa. Els companys del piano van ser Pina Pozzi, Walter Frey, Christoph Lieske, Clara Haskil i Elly Ney.
Juntament amb el seu marit, el primer concertista de l'Orquestra Simfònica de la Ràdio de Zuric Giuseppe Piraccini, el violista principal Hermann Friedrich, després Gerhard Wieser i el violoncel·lista principal Walter Haefeli, va fundar el Quartet de corda Piraccini-Stucki el 1959, que aviat va guanyar fama internacional. Els dos violinistes sovint se substituïen mútuament –una pràctica desconeguda en aquella època, habitual avui en dia– com a violinista principal en el mateix concert, cosa que donava al so del quartet un to diferent.
Aida Piraccini-Stucki ja havia començat a ensenyar a Winterthur el 1948 i el 1992 va rebre la primera classe magistral de violí al Conservatori Winterthur (actual Universitat de les Arts de Zuric), que va supervisar fins a la seva renúncia.
La seva alumna més famosa és Anne-Sophie Mutter i li segueix Ursula Bagdasarjanz molt famosa violinista centreeuropea. El fet que la violinista estrella Anne-Sophie Mutter amb prou feines deixa d'expressar la gratitud que té envers la seva antiga professora del Conservatori de Winterthur i pel seu autèntic descobridor en poques entrevistes testimonia la importància educativa d'Aida Stucki. De l'escola d'Aida Stucki van sorgir moltes personalitats musicals que integren la vida musical internacional actual.
A l'estudi, la ràdio i els enregistraments en directe, s'han conservat i transferit al CD al voltant d'un centenar d'obres de totes les èpoques musicals amb Aida Stucki.

## Premis
- 1973: Fundació Pro Arte Berna
- 1975: Premi d'art Carl Heinrich Ernst (Winterthur)
- 1992: Premi d'Art del municipi de Zollikon del Dr. Fundació K. i H. Hintermeister Gyger